# 皇后
皇后（こうごう、英: Empress）、王后（おうごう、英: Queen）は、皇帝・天皇・国王の正妃（正妻）、およびその人物に与えられる称号。
一夫多妻制のもとでは、天皇・皇帝・国王の複数の妻のうち最上位の者となる。

## 中国の皇后

### 概念
中国における君主号は、殷・周時代は「王」、秦代以降は「皇帝」であるが、それ以前の古い称号として「后」が存在した。王・皇帝に君主号が変遷して後、后はそれに次ぐ称号とされた。王、皇帝に次ぐ存在は王・皇帝の正妃ないし母親である事から、皇帝の正妃を皇后、皇帝の母親を皇太后と称するようになった。
語意からは、皇帝が「天」の権威に基づく称号であるのに対し、皇后は后土というように「地」に基づく称号である。

### 名称・呼称
正式な敬称は殿下。皇后の住居から中宮、長秋宮、椒房などの別称もある。口頭言語について、娘娘の敬称が使用されている。自称（謙称）は小童、小君。皇帝は皇后に対し、梓童、子童の愛称を用いたという。
正式名について、日本の皇室には、そもそも姓がなく、名字も当然ないが、中国の歴代王朝の君主は姓を持ち、皇后には原則として異姓の者がなった。中国の皇后は従って、皇后の出身一族の姓で呼ばれ、唐朝第3代の皇帝である高宗の2人目の皇后・武照（後述する、武周の女帝・武則天）は皇后時代は「武皇后」が正式名であった。また、皇后を諡号で呼ぶことも多い。

### 文化

宋の皇后の翟衣と鳳冠
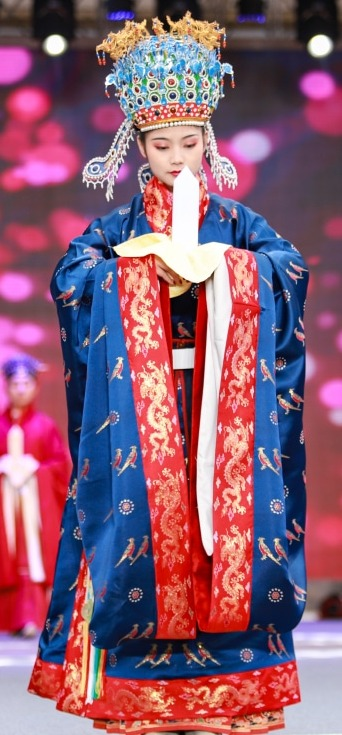
現代に復元された明の皇后大礼服（正面向き）
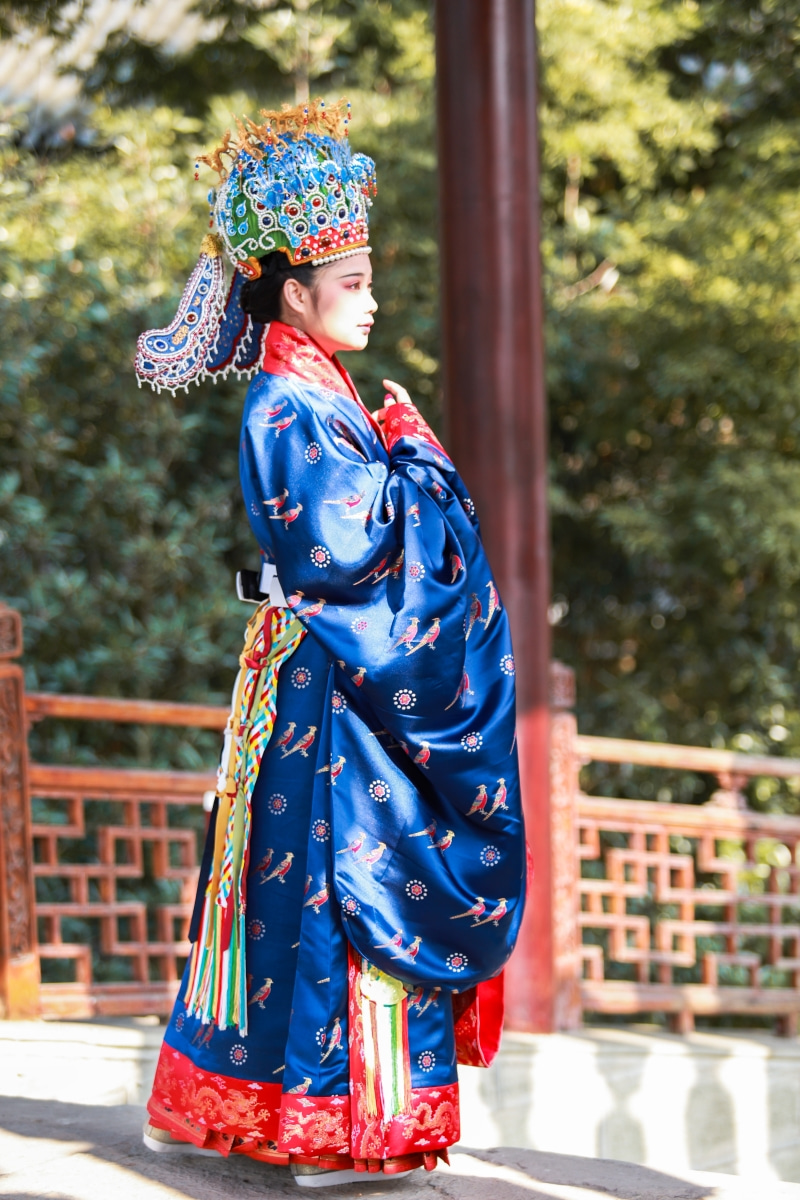
現代に復元された明の皇后大礼服（横向き）

古からの礼服は翟衣であり、深青色の衣裳である。キンケイを含む鳥の文様が配された。礼冠は十二花樹冠（唐以前）、および鳳冠（宋以降）で、それぞれ皇帝の礼服である冕服と礼冠である十二旒冕冠に対応している。皇帝の詔が「聖旨」と呼ばれているのに対して、皇后の詔は「懿旨」と呼ばれている。死亡を表す敬語は皇帝と同じ、「崩」と称されている。崩御後は「陵」に葬られる。皇帝と合葬するのが通例である。
陰陽五行説では男は陽、女は陰とされ、それぞれの頂点に皇帝、皇后がいるということになった。そのため、皇帝が三公九卿以下の官僚組織を擁するのと同様、後宮制度において皇后も三夫人、九嬪、二十七世婦、八十一御妻の3倍ずつ増加するヒエラルキーを擁していた。

### 歴史
成人した皇帝には即位前に嫡妻がいるのが普通で、その嫡妻は基本的に皇后として立てられる。ただし側妃の位に留まることもある（許平君、懿安郭皇后など）。幼帝が即位した場合に嫡妻が存在しなくなると、お妃候補は後宮に迎えられ、結婚と立后を同時に行った。その結婚は「大婚」と呼ばれる（孝哲毅皇后など）。
皇帝が前妻との生別、死別後に宮外から後妻を新しく迎えた例（慈聖光献曹皇后など）もあるが、既存の側妃から皇后に昇格するのが主流であった。また、新しい皇后を迎えなかった（つまり継妻を持たなかった）皇帝も多く、唐の玄宗を例にとると、玄宗は王皇后を廃した後も、寵妃である武恵妃、あるいはもう一人の寵妃である楊貴妃を皇后に昇格させなかった。
中国の諸王朝では、実権を握った皇帝は自分の気持ちで立后する。格式の高い家の生まれから選抜されて皇后になることも多いが、身分の低い女性が皇帝に寵愛されれば、皇后になる可能性もある。庶民以下の人間にしては、芸妓、奴隷、流民出身の女性が皇后の座に就いたことも数例ある（趙飛燕、潘淑、神閔敬皇后など）。初婚でない例もあり、王皇后（前夫は一般人男性）、章献明粛皇后（前夫は一般人男性）、武則天（元は先帝の側妃）、羊献容（元は他国の皇后）など数名は再婚を経て皇后となった。 
漢族王朝の皇后の定員は1名であった。異民族王朝には複数の皇后が存在している例がある。北周の宣帝には同時に5人の皇后がいて、遼の世宗にも同時に2人の皇后がいる（甄皇后、懐節蕭皇后）。
夫帝が崩御した場合、子の世代（実子、庶子、養子、甥）にあたる皇帝が即位すれば、皇太后になった。しかし同世代の皇帝が即位した場合、皇太后になるのではなく、先帝の皇后として尊号を与えられた（孝章皇后、孝静夏皇后など）。
また、正式な皇后として立てられたわけではないが、皇后に贈された例もある。礼法上の地位は一般的に正式な皇后より低い。皇后に追贈できる対象は、皇帝即位前に亡くなった嫡妻、皇帝の生母、皇帝の正妻格に相当する妃（別格の待遇を受けている寵妃、後宮のことを取り仕切っていた妃など）である。
最初の皇后は前漢の劉邦の后・呂雉である。最後の皇后は愛新覚羅溥儀の后・婉容である。皇后で最長の在位は明の万暦帝の后・王喜姐である（42年と42日）。最短の在位は清の康熙帝の后・孝懿仁皇后である（1日）。最長寿の皇后は前漢の元帝の后・王政君である（84歳）。

## 日本の皇后

### 現代における概要
皇室典範に定められた敬称は「陛下」（第23条）。現代のテレビや新聞などのマスメディアや報道機関、書籍、政府機関などでは、正式な敬称をつけた「皇后陛下（こうごうへいか）」とともに「皇后さま（こうごうさま）」という表記も見られる。
また、歌会始では「皇后宮御歌（きさいのみやのみうた）」と大和言葉の「皇后宮（きさいのみや）」が使われる。
また、マスメディアによる報道や政府機関などでは夫（配偶者）である天皇とともに「天皇皇后両陛下」（てんのうこうごうりょうへいか）、または単に「両陛下」（りょうへいか）という呼称を用いるのが慣例となっている。
立后（りつごう）には皇室会議の議を経ることが必要である（第10条）が、すでに皇嗣の妃（親王妃または王妃）である場合、夫帝（親王または王）の即位に伴って皇后となる。内廷皇族に属する。
摂政・国事行為臨時代行・皇室会議議員の就任権が認められている。
崩御後は陵に葬られる（第27条）。貞明皇后（大正天皇后）以降、皇后または皇太后が崩御した際には、「◯◯皇后」と追号されるのが慣例となっている。
式典、儀式においては、常に天皇の左側（向かって右）に位置する。古来、向かって右側が上位であったが、近代になって、西洋式に向かって左側が上位に改められたことによる。この並び順は、3月3日の桃の節句（ひなまつり）におけるひな人形の飾り方にも影響を与えている。
皇后の務めの一つとして、近現代において代表的な公務である日本赤十字社名誉総裁職のほかに、養蚕が挙げられる。『日本書紀』にも、皇后が養蚕を行ったという記述があり、近代・現代の皇室において昭憲皇太后（明治天皇后）によって復活させた。以後、貞明皇后（大正天皇后）、香淳皇后（昭和天皇后）、美智子（第125代天皇明仁后）、雅子（第126代天皇徳仁后）と、近代から現代に至るまで歴代皇后に引き継がれている。1914年（大正3年）以降は紅葉山御養蚕所にて行われている。

### 語源
『古事記』・『日本書紀』に従えば、古くは大王の妻妾を「キサキ」（后）と呼び、そのうちで最高位にあるものを「オオキサキ」（歴史的仮名遣いで「オホキサキ」）と呼び、単なる「キサキ」である他の妻妾と区別した。『古事記』では「大后」、『日本書紀』では「皇后」の漢字を当てている。「キサキ」の語源については“君幸”説、“君前”説などの他、多くの説があるもののこれといった有力説は今のところない。平安時代は中宮は皇后を指した。
後世「きさき」が皇后の意味を表すようになり、皇后を皇后宮、后宮（きさいのみや）、一の后（いちのきさき）呼んだ。これにちなみ、皇后を母とする皇子女を后腹・妃腹（きさいばら）という。別称（唐名）として長秋宮、秋宮（あきのみや・しゅうきゅう）、あるいは漢代の例をもって椒房（しょぼう）椒庭（しょうてい）椒囲（しょうい）と称した。和名では八雲御抄や後拾遺和歌集にみえる「紫の雲」などがある。「おうごう」とも読んだ。その他には紫の宮（むらさきのみや）、北の宮、北の方（きたのかた）などがある。
旧：現皇室典範のもとでの敬称は「陛下」であるが、大宝律令のもとでの敬称は「殿下」であった。また、正式には「太皇太后宮」「皇太后宮」とともに「皇后宮」と呼ばれ、総称して三后（さんごう）という。三后は天皇に准ずる存在とされたため、さらにそれに准ずる存在、つまり天皇と三后を除く皇族の最高位として、「准后」（または准三宮）という待遇・称号が生まれた。

### 歴史

#### 古代

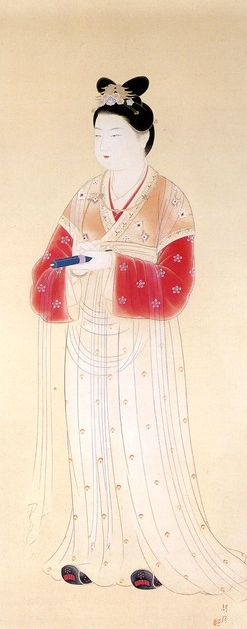
光明皇后（菊池契月画）

「皇后」という称号が明文で規定されたのは、大宝律令の制定以後であり、天平元年（729年）に第45代聖武天皇の妻である藤原安宿媛が最初の皇后となった(光明皇后)。ただし『日本書紀』が初代神武天皇の正妃媛蹈鞴五十鈴媛命（ヒメタタライスズヒメ）以後すべての「オオキサキ」に対しても「皇后」の字を当てたことから、光明皇后よりも前の天皇正妃も「皇后」と呼ぶ慣行がある。
大宝律令の内容が伝わっておらず、次の養老律令には皇后になれる資格を規定した条文はないが、皇后より一段下位の妻（天皇の配偶者）である妃の資格が「四品以上の内親王」と規定されていることから、「皇后も当然内親王でなければなれないもの」と観念されていたとする考え方がある。そのため、大宝律令には皇后を内親王に限定する規定があったとする説、養老律令と同様大宝律令にも規定はないが暗黙の了承としては規定は存在していたとする説、律令に規定が無いのは皇后が他の妻からは超越した存在であるが故であり少なくても出自に関する規定は存在しなかった（非皇族を皇后に出来ない規則もなかった）説がある。一方、『日本書紀』においては、仁徳天皇の「皇后」磐之媛を唯一の例外として「皇后」の父は全て神または天皇・皇族である。（但し、磐之媛も血筋の上では孝元天皇の男系来孫であり、逆に細媛命と春日娘子にはそのような記述が無い。）、古代エジプトのファラオの家系が近親婚によって継承されたこと同様に、古代において皇后が内親王に限定されたことは、天皇に母系を通じて人臣の血が混じることが、天皇の神聖さを薄れさせる行為であると考えられたからであろう。しかし、『日本書紀』の記事には後世における天皇の生母に対する顕彰によって贈られた「皇后」号も存在するとの考えがある。8世紀に、光明皇后が磐之媛の例を先例として皇后に冊立されてから、このような制約はなくなり、むしろ皇族よりも藤原氏のほうが皇后の出身氏族として多く見られるようになった。
また、皇后の夫天皇が崩御して新天皇が即位しても必ず皇太后となるとは限らず、そのまま皇后位にとどまる例も少なくない。
初婚でない例もあり、伊香色謎命、中磯皇女、寶女王（後の女性天皇、皇極天皇）の3名は、いずれも元々別の天皇・皇族の妃であり、いずれも子があった。
逆に媛蹈鞴五十鈴媛命、穴穂部間人皇女、藤原多子の3名は、夫天皇の崩御後別の天皇・皇族と再縁し、中でも穴穂部間人皇女は子も儲けた。
延喜23年（923年）、醍醐天皇が藤原穏子を皇后に冊立したとき、皇后宮職ではなく中宮職が設置されて穏子に付置されることになった。中宮職が皇后に付置された最初の例である。このとき初めて、皇后の呼称として「中宮」が用いられることになった。
本来、皇后の定員は1名であったが、永祚2年（990年）、一条天皇が藤原定子を皇后に冊立するにあたり、すでに円融天皇（既に退位して太上天皇）の皇后（中宮）として藤原遵子が在位していたにかかわらず、先帝の皇后と今上の皇后は併存しうるものとして、2人の皇后の並立が強行されて以来、皇后は同時に2人まで冊立することができるようになった。両者を区別するため、遵子には中宮職から皇后宮職を付置して遵子を「皇后宮」と称し、定子には中宮職を付置して定子を「中宮」と称した。さらに長保2年（1000年）、藤原彰子が皇后とされるに及んで1人の天皇が同時に2人の皇后を立てることができる例が開かれた。このときは定子を「皇后宮」と改め、彰子を「中宮」とした。「皇后宮」も「中宮」もともに皇后であり、互いに優劣はないが、「中宮」のほうが実質的に天皇の正妻としての地位を占めている例が多い。
後冷泉天皇には既に中宮章子内親王と皇后藤原寛子がいたが、治暦4年（1068年）更に藤原歓子が立后されることになり、中宮章子が皇太后、皇后寛子が中宮とされ、歓子は皇后とされた。章子は皇太后位の皇后ともいうべき立場になり、僅か2日後に後冷泉天皇が崩御したものの、この3日間だけ1人の天皇が同時に3人の皇后を立てた唯一の例となった。なお、皇后宮から中宮となったのは、寛子ただ一人である。
その後、皇后のあり方は次第に多様化した。天皇の母がすでに死去している場合、または生母の身分が低すぎる場合などに、母に擬して准母を定めることが行われた。その初例は、寛治5年（1091年）に堀河天皇の准母となった媞子内親王であるが、彼女が同時に皇后とされたことから、天皇の妻ではない女性が皇后に立てられる例が開かれた。このような皇后を、学術的には「非妻后の皇后」と呼び、あわせて11例ある。宮内庁の行政用語では「尊称皇后」と呼んでいる。媞子は「中宮」であったが、その後の非妻后の皇后はすべて「皇后宮」であった。のちには、准母の経歴がなくても、単に未婚の内親王を優遇する目的で「皇后宮」の称号が与えられた例も生じた。准母の尊称皇后の中で唯一、姈子内親王はのちに入内した。また、長承3年（1134年）には、鳥羽天皇が譲位して上皇となったあとに入内させた妻である藤原泰子を、治天の正妻であることを明示する目的で皇后（皇后宮）に立てた。さらに鳥羽は、永治元年（1141年）、同年に即位した自分の末子近衛天皇の生母藤原得子を、天皇の生母であることを根拠に皇后（皇后宮）に立てている。そのほか、死後に皇后を追贈された者が3名いる。

#### 中世・近世
南北朝時代以降、元弘3年（1333年）に後醍醐天皇の皇后（中宮）に立てられた珣子内親王を最後として（長慶天皇も建徳2年（1371年）以降中宮を立てたが、詳細不明）、皇后の冊立は途絶えた。また同時期から女御の入内も行われなくなったため、天皇が嫡妻を持つことがない時期が続いた。天正14年（1583年）、近衛前久の娘前子が豊臣秀吉の養女として後陽成天皇に入内して女御となり、天皇が嫡妻を持つことが復活した。江戸時代では平安時代のように天皇が同時に2人以上の嫡妻を持つことはなく、基本的に女御がその地位にあった。また天皇が嫡妻との死別後に新たな嫡妻を迎えるのも一例のみである。中宮が再興されるのは、寛永元年（1624年）冊立の後水尾天皇の中宮源和子の時であり、近世を通じて中宮・皇后は没後追贈を含めて5例しかない。

#### 近代・現代
- 第122代天皇・明治天皇の皇后
昭憲皇太后（一条美子）
（1849年 - 1914年）
日本史上初めて洋装をした皇后。
（在位：1869年2月9日 - 1912年7月30日）
- 第123代天皇・大正天皇の皇后
貞明皇后（九条節子）
（1884年 - 1951年）
側室制度廃止後で初の一夫一婦制の下での皇后。
（在位：1912年7月30日 - 1926年12月25日）
- 第124代天皇・昭和天皇の皇后
香淳皇后（良子女王）
（1903年 - 2000年）
歴代で最長寿・最長在位の皇后。
（在位：1926年12月25日 - 1989年1月7日）
- 第125代天皇・明仁の皇后
美智子（正田美智子）
（1934年 - ）
有史以来、初の非貴族出身の皇后。
（在位：1989年1月7日 - 2019年4月30日）
- 第126代天皇・徳仁の皇后
雅子（小和田雅子）
（1963年 - ）
（在位：2019年5月1日 - ）

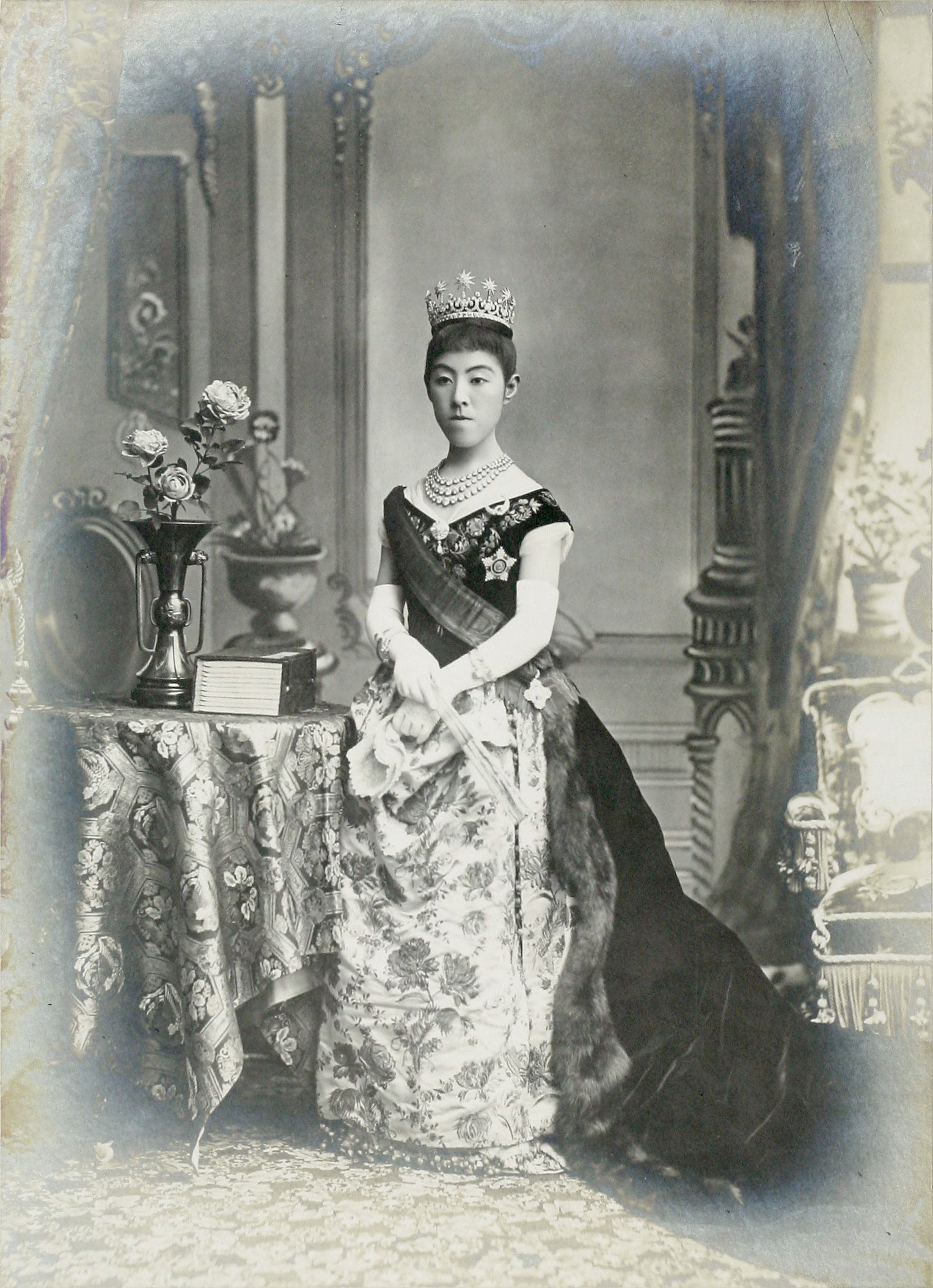
第122代天皇・明治天皇の皇后 昭憲皇太后（一条美子） （1849年 - 1914年） 日本史上初めて洋装をした皇后。 （在位：1869年2月9日 - 1912年7月30日）
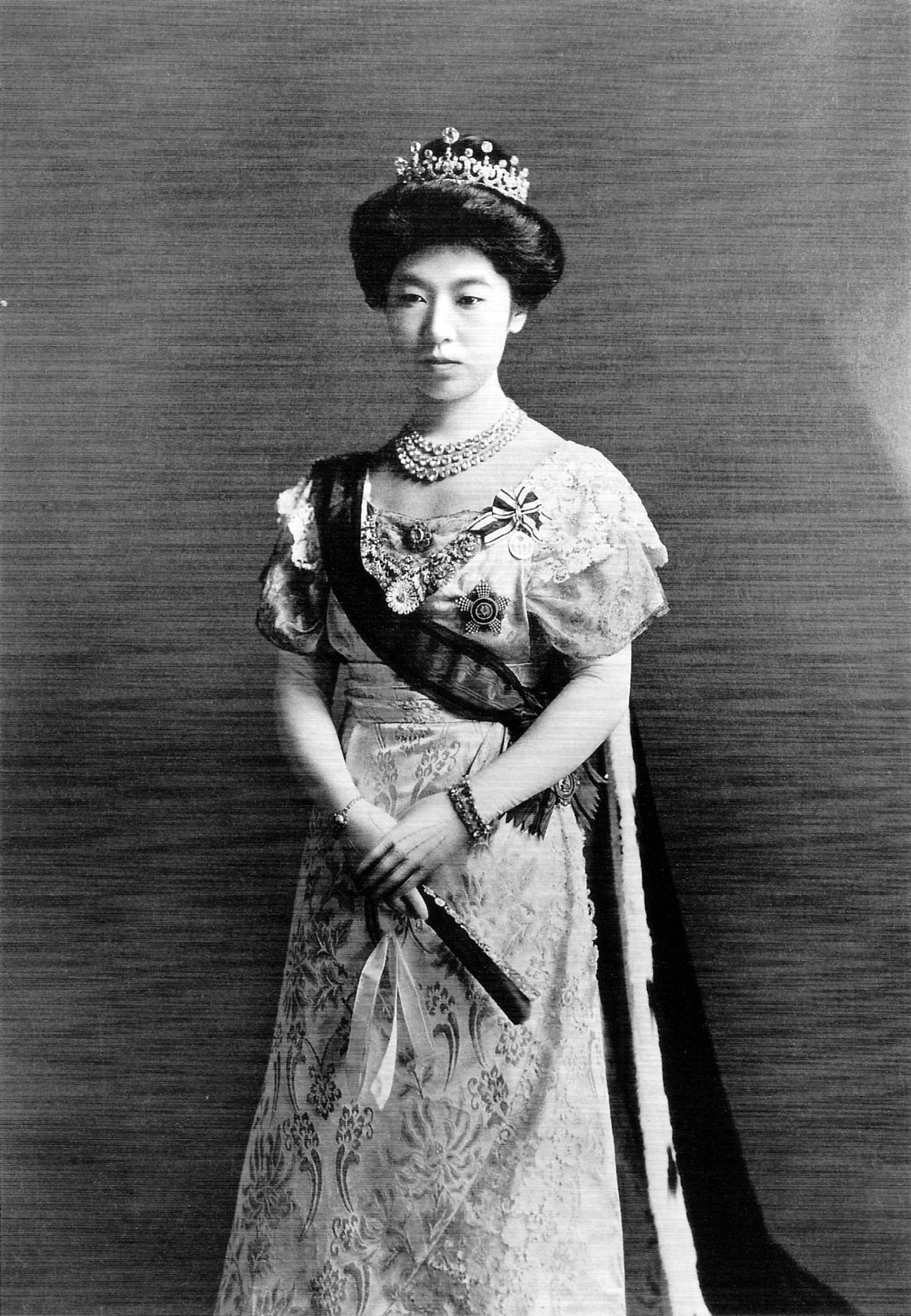
第123代天皇・大正天皇の皇后 貞明皇后（九条節子） （1884年 - 1951年） 側室制度廃止後で初の一夫一婦制の下での皇后。 （在位：1912年7月30日 - 1926年12月25日）
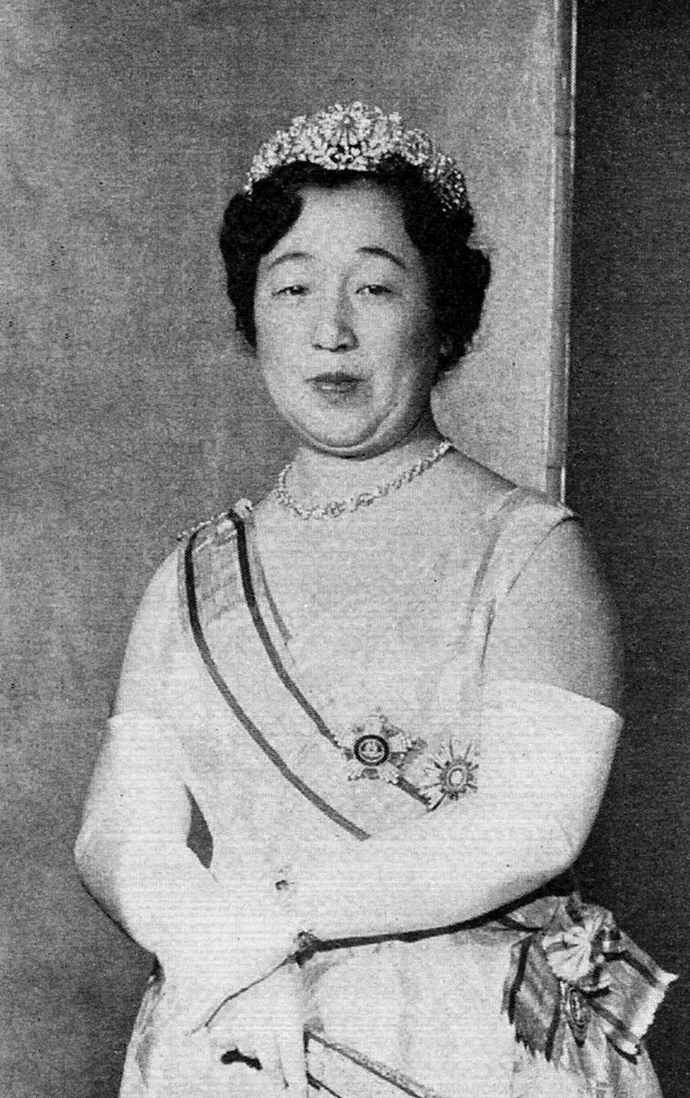
第124代天皇・昭和天皇の皇后 香淳皇后（良子女王） （1903年 - 2000年） 歴代で最長寿・最長在位の皇后。 （在位：1926年12月25日 - 1989年1月7日）
第125代天皇・明仁の皇后 美智子（正田美智子） （1934年 - ） 有史以来、初の非貴族出身の皇后。 （在位：1989年1月7日 - 2019年4月30日）
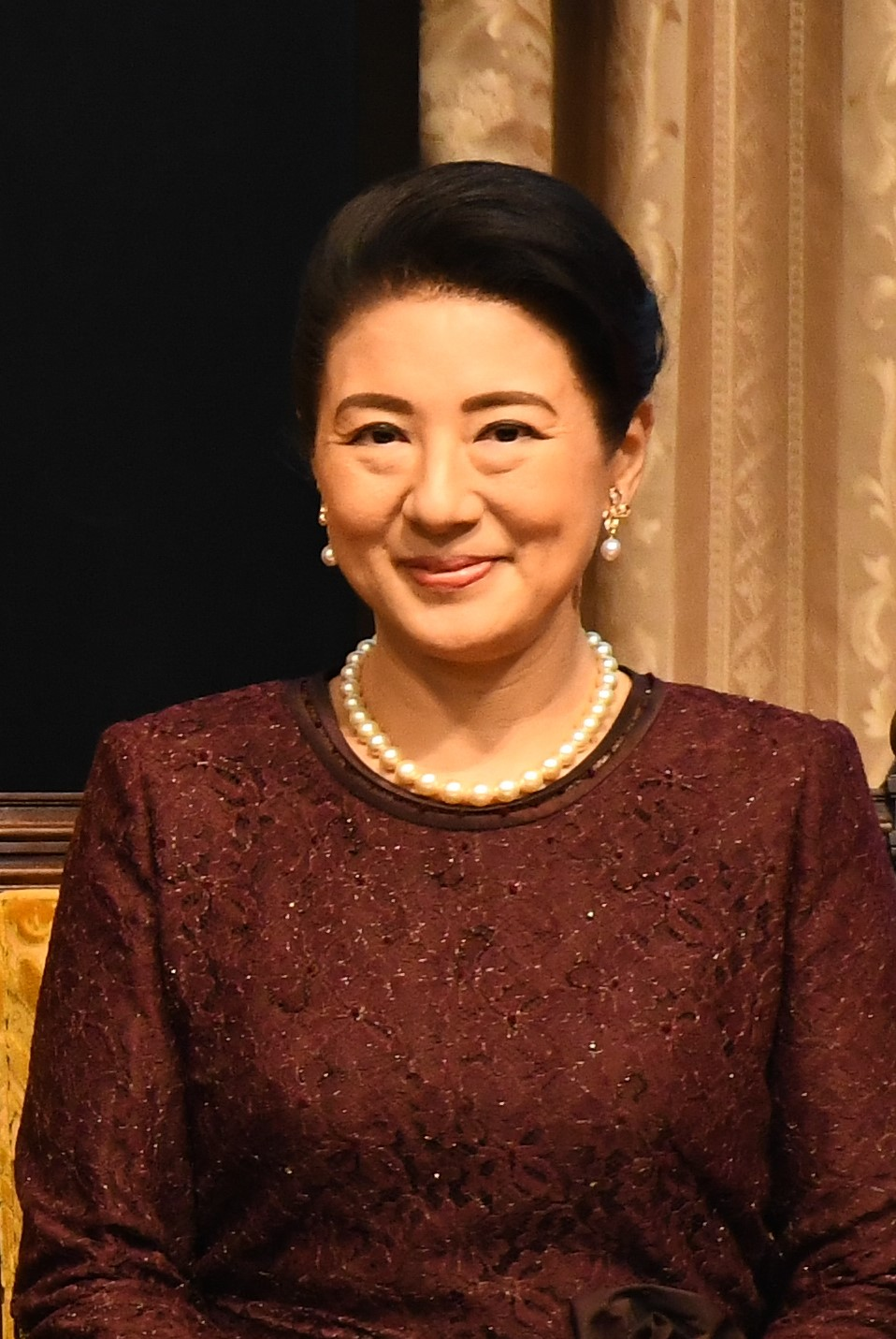
第126代天皇・徳仁の皇后 雅子（小和田雅子） （1963年 - ） （在位：2019年5月1日 - ）

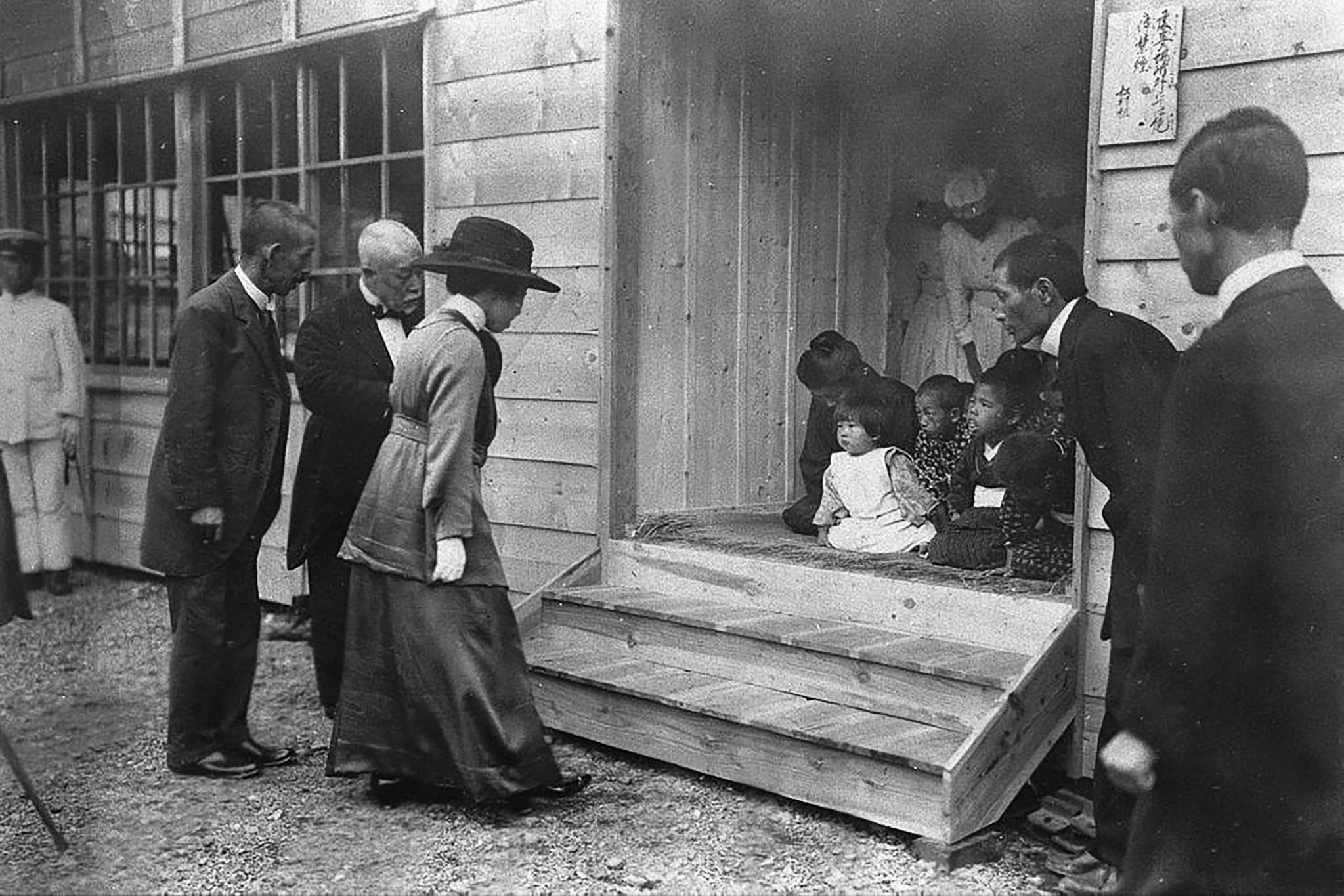
関東大震災の被災者を慰問する貞明皇后
1923年（大正12年）9月15日

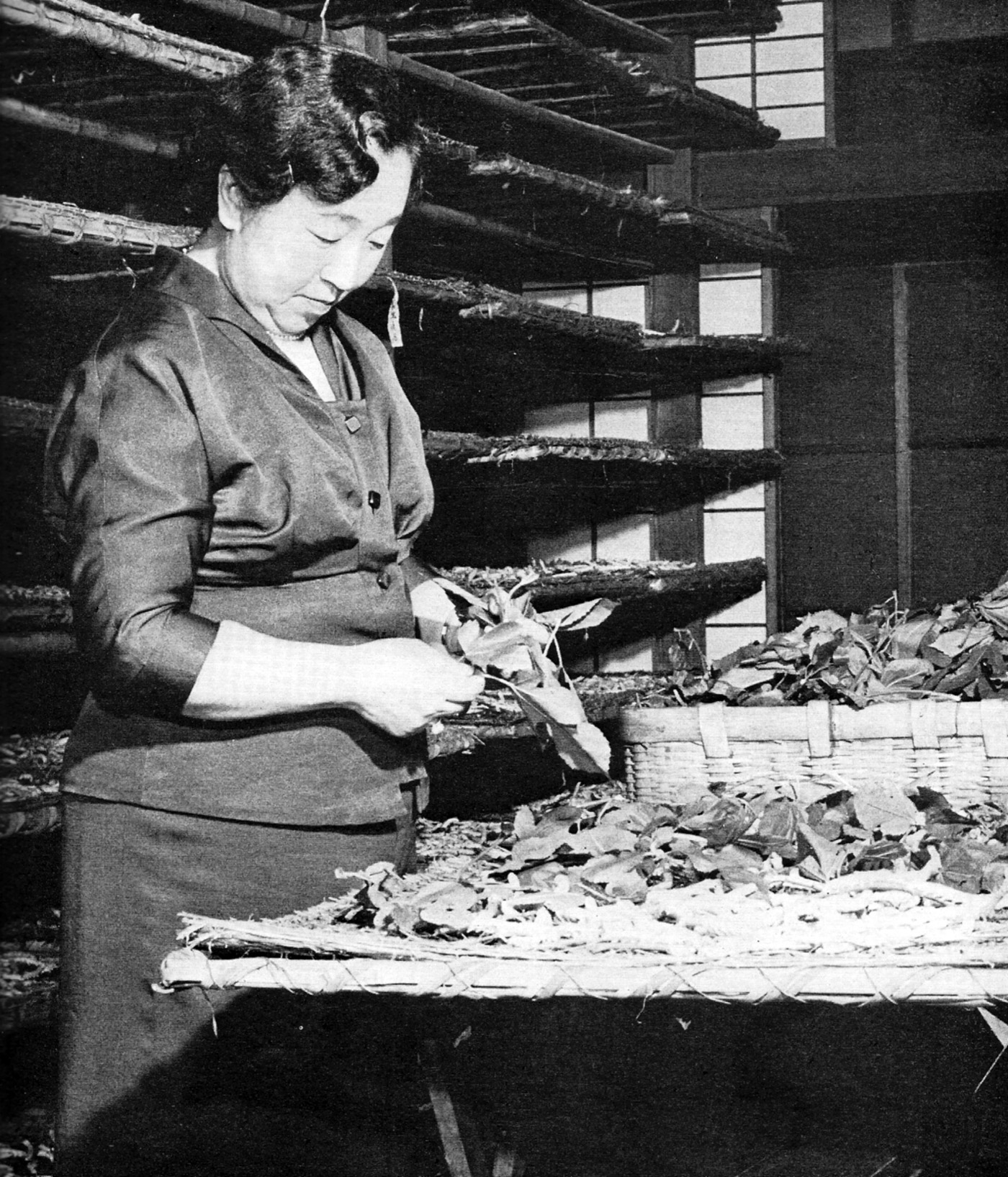
養蚕する香淳皇后
1955年（昭和30年）6月

明治元年（旧暦：1868年、新暦：1869年）に皇后（中宮）となった明治天皇の一条美子（昭憲皇太后、五摂家の一つ一条家出身）が翌年に「皇后宮」とされて以来、「中宮」の称号は絶え、明治22年（1889年）の旧皇室典範の制定で、皇后の定員が1名となるとともに、正式に「中宮」の称号は廃止され、皇后に統一された。准母の制度も廃止された。また、皇族の父親を持たない皇后が、皇族身分を認定されたのもこの時以来のものである。
なお、皇后・皇太后・太皇太后の3つの身位の序列は、大宝律令では1.太皇太后、2.皇太后、3.皇后の順と定められていたが、1910年の皇族身位令（明治43年皇室令第2号）制定によって1.皇后、2.太皇太后、3.皇太后の順に改められ、諡号・追号には生前帯びていた身位のうち最高のものである「皇后」をつけることになった。
明治19年（1886年）1月、昭憲皇太后による「婦女服制の思召書」の布告によって、洋服着用が奨励され、宮中においても日常着から洋服を着用することとなった。
このため、第二次世界大戦以前、皇后の和服（着物）姿の写真が公開されることはなかった。
ただし、久邇宮家出身の香淳皇后は、和服を所有しており、私的な写真は撮影されていた。大戦中には、倹約の奨励から「宮中服」が考案されるが、実際には皇后しか着用しなかったため「皇后服」の異称もある。
敗戦後の占領期が終了し日本が主権回復を迎えた昭和27年（1952年：4月28日の日本国との平和条約発効）になって、香淳皇后が初めて和服（訪問着）を着用して公の場に現れた。以後、今日に至るまで、日本の伝統衣装として皇后およびその他女性皇族（親王妃、内親王、女王）が和服を着用する機会も多い。

## 日本・中国以外の皇后
「皇后」の称号はもともと、中国の歴代王朝が掲げた政治的世界観の下での世界全体の支配者天子（皇帝）の正妃の呼称であった。従って、漢字文化圏の国家においては、最高位の君主の称号が皇帝あるいはそれと同等なものである場合、皇后も存在することになる。「王」（国王・郡王など）は、皇帝の下で一地域・一民族の君主であるにとどまる存在であった。
漢字文化圏以外の国家であっても、一地域・一民族の君主であるにとどまる王の上位に位置し、複数の地域・民族を支配する君主が存在する場合、このような君主を、日本語で「皇帝」と訳す慣習がある。これにともなって「皇帝」と訳される称号を持つ君主の妻の称号も「皇后」と訳される。

### 皇帝と皇后の訳語
ローマ帝国の君主の称号の一つである Imperator は、通常「皇帝」と訳され、また Caesar という家名も君主の称号となって、東西ローマ帝国の歴史を継承する社会（神聖ローマ帝国・ドイツ帝国・オーストリア帝国のカイザー、ロシア帝国のツァーリなど）の統治者・君主の称号として使われ、これも「皇帝」と訳される。サーサーン朝ペルシアやパフラヴィー朝イランの「諸王の王（シャーハンシャー）」、オスマン帝国の「スルタン」あるいは「パーディシャー」、北アフリカのエチオピアの「諸王の王（ネグサ・ナガスト）」、インドのムガル帝国の「パーディシャー」、南アメリカのインカ帝国の「サパ・インカ」なども「皇帝」と訳される。これらの君主が一夫一婦制の婚姻形態を採っていれば、妻の称号は「皇后」となるはずであるが、実際には、世間に通用している通称や研究者による慣用などが優先し、一様ではない。
西欧キリスト教社会などの一夫一婦制度を採る世界では、皇帝の妻は正式には一人しか存在せず「皇后」または「皇妃」と訳されることが一般的である。一例として東ローマ帝国皇帝のユスティニアヌス1世の妻テオドラがある。彼女の地位は「皇后」または「皇妃」と訳される。

### 皇后と女帝
ヨーロッパ諸国の言語では、日本語の「皇后」に当たる称号は「皇帝」と訳される称号の女性形なのが一般的である（というより、ほとんどの君主称号・爵位がそうである）。この場合、称号だけでは、単に皇帝の妻であるのか、自らが帝位にある女性の皇帝であるのかは、区別できない。日本語に訳す場合は、前者は「皇后」、後者は「女帝」と訳し分ける必要がある。上記のテオドラはあくまでも「皇后」である。
ロシア帝国のエカチェリーナ2世は、もとは皇帝ピョートル3世の妻であり、その後クーデターにより自ら帝位についたものであるから、同一人物であり、ロシア語での称号は同じ単語でありながら、即位以前と以後とで「皇后」と「女帝」の使い分けが行われている。また神聖ローマ皇帝フランツ1世の妃マリア・テレジアは本来「皇后」であるが、これは女性に神聖ローマ皇帝位継承者資格が無いための措置であり、ハプスブルク家の支配下の領域においては、彼女がオーストリア大公・ハンガリー王・ボヘミア王を兼ねる君主であり、フランツ1世は君主の配偶者に過ぎない。そのため日本語でも「女帝」と表されることが多い。
英語圏でも、特に上記を区別する語がある。統治権を持つ 英語: empress （女性の皇帝） を英語: empress regnant（君臨する女性の皇帝＝女帝）と呼び、統治権のある男性の皇帝の配偶者を英語: empress consort（妃である女性の皇帝＝皇后）と呼ぶ。一例として、英語圏では推古天皇は empress regnant である。

## 歌人皇后
日本の皇后はしばしば優れた歌人でもあり、サロンを形成して学芸を振興した。以下は、歌人として活躍した故人のみ述べる。
- 宝女王（斉明天皇、594 - 661） - 第34代天皇・舒明天皇皇后。万葉歌人。
- 倭姫王（? - ?） - 第39代天皇・天智天皇皇后。万葉歌人。
- 鸕野讚良（持統天皇、645 - 703） - 第40代天皇・天武天皇皇后。勅撰集に2首が入集[9]。小倉百人一首第2番。
- 藤原定子（977 - 1001） - 第66代天皇・一条天皇皇后宮。勅撰集に7首が入集[10]。サロンに清少納言ら。
- 藤原彰子（988 - 1074） - 第66代天皇・一条天皇中宮。勅撰集に28首が入集[11]。サロンに紫式部・和泉式部・赤染衛門・出羽弁・伊勢大輔ら。
- 藤原妍子（994 - 1027） - 第67代天皇・三条天皇中宮。勅撰集に8首が入集[12]。サロンに大和宣旨ら。
- 西園寺鏱子（永福門院、1271 - 1342） - 第92代天皇・伏見天皇中宮。京極派を代表する同時代最大の歌人の一人。勅撰集に151首が入集[13]。サロンに永福門院内侍・永福門院右衛門督ら。
- 西園寺禧子（後京極院、? - 1333） - 第96代天皇・後醍醐天皇皇太后宮。二条派の有力歌人。勅撰集に14首[14]、准勅撰集に1首が入集。サロンに二条藤子・阿野廉子ら。
- 長慶天皇中宮（西園寺公重女？、? - ?） - 第98代天皇・長慶天皇中宮。准勅撰集に15首が入集。
- 昭憲皇太后（1849 - 1914） - 第122代天皇・明治天皇皇后。家集に『昭憲皇太后御製大全集』。
- 貞明皇后（1884 - 1951） - 第123代天皇・大正天皇皇后。家集に『貞明皇后御歌集』。